# Lista över Donald Trumps internationella resor som president

Karta över Donald Trumps internationella resor som president under hans första mandatperiod:
Ett besök
Två besök
Tre besök
Fyra besök
USA

Följande är en lista över Donald Trumps internationella resor under sin ämbetstid som USA:s president.

## Första mandatperioden (2017–2021)

### 2017
| Stat          | Stad           | Datum          | Detaljer |
| ------------- | -------------- | -------------- | --- |
| Saudiarabien  | Riyadh         | 20–22 maj      | Träff med kung Salman bin Abdul Aziz i Riyadh. |
| Israel        | Jerusalem      | 22–23 maj      | Möte med Reuven Rivlin och Benjamin Netanyahu. |
| Palestina     | Betlehem       | 23 maj         | Möte med Mahmoud Abbas i Betlehem. |
| Italien       | Rom            | 23–24 maj      | Möte med Sergio Mattarella och premiärminister Paolo Gentiloni. |
| Vatikanstaten | Vatikanstaten  | 24 maj         | Möte med Påve Franciskus. |
| Belgien       | Bryssel        | 24–25 maj      | Möte med Philippe av Belgien, Trump träffade också Emmanuel Macron. |
| Italien       | Taormina       | 25–27 maj      | G7-möte och träff med Shinzō Abe. |
| Polen         | Warszawa       | 5–6 juli       | Deltog i ett toppmöte för Trehavsinitiativet. Även möte med Andrzej Duda och Kolinda Grabar-Kitarović. Trump höll även ett tal i Warszawa. |
| Tyskland      | Hamburg        | 6–8 juli       | Tal i samband med G20-toppmötet i Hamburg. Dessutom bilaterala möten med Angela Merkel, Enrique Peña Nieto, Joko Widodo, Vladimir Putin, Xi Jinping, Shinzō Abe och Theresa May. |
| Frankrike     | Paris          | 13–14 juli     | Besökte en ceremoni för krigsveteraner. |
| Japan         | Tokyo          | 5–7 november   | Möte i Japan med Shinzō Abe och Kejsare Akihito. |
| Sydkorea      | Seoul          | 7–8 november   | Möte med Moon Jae-in. |
| Kina          | Peking         | 8–10 november  | Möte med Xi Jinping. |
| Vietnam       | Da Nang, Hanoi | 10–12 november | Deltagande i toppmötet APEC Vietnam 2017 i Da Nang. Den 11 november reste han till Hanoi för att träffa president Trần Đại Quang, kommunistpartiets generalsekreterare Nguyễn Phú Trọng och premiärminister Nguyễn Xuân Phúc. Detta var det första statsbesöket någonsin i Vietnam som gjorts av en sittande amerikansk president. |
| Filippinerna  | Manila, Pasay  | 12–14 november | Deltagande i det 31:a ASEAN-toppmötet och träff med president Rodrigo Duterte. |

### 2018
| Stat           | Stad                                                 | Datum                  | Detaljer |
| -------------- | ---------------------------------------------------- | ---------------------- | --- |
| Schweiz        | Davos                                                | 25–26 januari          | Deltagande i World Economic Forum. Han blev den första sittande amerikanska presidenten som deltog i mötet sedan Bill Clinton 2000. Bilaterala möten med Storbritanniens premiärminister Theresa May, Israels premiärminister Benjamin Netanyahu, Schweiz president Alain Bersetoch och Rwandas president Paul Kagame. |
| Kanada         | La Malbaie                                           | 8–9 juni               | Deltagande i G7-toppmötet. Bilaterala möten med Kanadas premiärminister Justin Trudeau och Frankrikes president Emmanuel Macron. |
| Singapore      | Sentosa                                              | 10–12 juni             | Träff med Singapores president Lee Hsien Loong, och deltagande i toppmötet mellan Nordkorea och USA med Nordkoreas ledare Kim Jong-un. |
| Belgien        | Bryssel                                              | 10–12 juli             | Deltagande i NATO-toppmötet. Bilaterala möten med NATO:s generalsekreterare Jens Stoltenberg, Frankrikes president Emmanuel Macron och Tysklands förbundskansler Angela Merkel. |
| Storbritannien | London, Oxfordshire, Buckinghamshire, South Ayrshire | 12–15 juli             | Möten med premiärminister Theresa May och drottning Elizabeth II. |
| Finland        | Helsingfors                                          | 15–16 juli             | Toppmöte med Rysslands president Vladimir Putin. Möten med Finlands president Sauli Niinistö. |
| Frankrike      | Paris                                                | 9–11 november          | Möte med Frankrikes president Emmanuel Macron. Deltog i 100-årsfirande av första världskrigets slut tillsammans med första dam Melania Trump. Besökte Suresnes American Cemetery i Parisförorten Suresnes. |
| Argentina      | Buenos Aires                                         | 29 november–1 december | G20-möte. Bilaterala möten med Mauricio Macri, Scott Morrison, Xi Jinping, Angela Merkel, Narendra Modi, Shinzo Abe, Moon Jae-in och Recep Tayyip Erdoğan. |
| Irak           | Al Asad Air Base                                     | 26 december            | Besökte amerikansk militärpersonal i västra Irak tillsammans med första dam Melania Trump. |
| Tyskland       | Ramstein Air Base                                    | 26–27 december         | Besökte amerikansk militärpersonal i Rheinland-Pfalz. |

### 2019
| Stat           | Stad                        | Datum          | Detaljer |
| -------------- | --------------------------- | -------------- | --- |
| Vietnam        | Hanoi                       | 26–28 februari | Möte med Nordkoreas ledare Kim Jong-un. Även bilateralt möte med Vietnams president Nguyễn Phú Trọng och premiärminister Nguyễn Xuân Phúc. Gjorde även ett stopp i Qatar. |
| Japan          | Tokyo                       | 25–28 maj      | Statsbesök. Möte med kejsare Naruhito och premiärminister Shinzo Abe. |
| Storbritannien | London, Portsmouth          | 3–5 juni       | Statsbesök. Möte med drottning Elizabeth II och premiärminister Theresa May. Lade en krans på den okände soldatens grav i Westminster Abbey. Deltog i 75-års högtidlighållandet av Landstigningen i Normandie. |
| Irland         | Shannon, Clare              | 5–7 juni       | Möte med regeringschefen Leo Varadkar. Han stannade två nätter på sin golfanläggning, Trump Doonbeg. |
| Frankrike      | Colleville-sur-Mer, Caen    | 6 juni         | Möte med president Emmanuel Macron. Deltog i 75-års högtidlighållandet av Landstigningen i Normandie. |
| Japan          | Osaka                       | 27–29 juni     | Deltog i G20-toppmötet i Osaka. Höll även bilaterala möten med Australiens premiärminister Scott Morrison, Brasiliens president Jair Bolsonaro, Kinas president Xi Jinping, Tysklands förbundskansler Angela Merkel, Indiens premiärminister Narendra Modi, Japans premiärminister Shinzo Abe, Saudiarabiens kronprins Mohammed bin Salman, Turkiets president Recep Tayyip Erdoğan och Rysslands president Vladimir Putin. |
| Sydkorea       | Koreas demilitariserade zon | 29–30 juni     | Möte med president Moon Jae-in. Besökte den demilitariserade zonen och deltog i ett möte mellan Nordkorea och Sydkorea. Träffade även amerikansk militär på Osan Air Base. |
| Nordkorea      | Koreas demilitariserade zon | 30 juni        | Steg kort över gränsen från Sydkorea in i Nordkorea och blev därmed den första amerikanska presidenten någonsin att sätta sin fot i Nordkorea. |
| Frankrike      | Biarritz                    | 24–26 augusti  | Deltog i det 45:e G7-toppmötet i Biarritz. Höll även bilaterala möten med Australiens premiärminister Scott Morrison, Storbritanniens premiärminister Boris Johnson, Kanadas premiärminister Justin Trudeau, Egyptens president Abd al-Fattah al-Sisi, Frankrikes president Emmanuel Macron, Tysklands förbundskansler Angela Merkel, Indiens premiärminister Narendra Modi och Japans premiärminister Shinzo Abe.          |
| Afghanistan    | Bagram Airfield             | 28 november    | Träffade amerikansk militär stationerade i östra Afghanistan tillsammans med första dam Melania Trump. Träffade även president Ashraf Ghani. |
| Storbritannien | London, Watford             | 2–4 december   | Deltog i det 30:e Nato-toppmötet. Träffade drottning Elizabeth II och premiärminister Boris Johnson. Höll även bilaterala möten med Kanadas premiärminister Justin Trudeau, Danmarks statsminister Mette Frederiksen, Frankrikes president Emmanuel Macron, Tysklands förbundskansler Angela Merkel och Italiens premiärminister Giuseppe Conte.                                                                            |

### 2020
| Stat    | Stad                       | Datum          | Detaljer |
| ------- | -------------------------- | -------------- | --- |
| Schweiz | Davos                      | 21–22 januari  | Deltog i World Economic Forum och höll bilaterala möten med Europeiska kommissionens ordförande Ursula von der Leyen, Iraks president Barham Salih, Irakiska Kurdistans president Nechirvan Idris Barzani, Pakistans premiärminister Imran Khan och Schweiz president Simonetta Sommaruga.                                              |
| Indien  | Ahmedabad, Agra, New Delhi | 24–25 februari | Adresserade ett politiskt möte tillsammans med premiärminister Narendra Modi i Ahmedabad. Besökte en av Mahatma Gandhis tidigare bostäder och Taj Mahal. Fick ett formellt välkomnande av president Ram Nath Kovind i Rashtrapati Bhavan (New Delhi). Höll en rad möten med Modi och andra tjänstemän, samt med indiska företagsledare. |